# Bulgur pilav
Bulgur pilav (turc Bulgur pilavı) és un plat tradicional de la cuina turca fet amb bulgur, salça o tomàquets frescos, pebrots verds i d'altres ingredients com a ceba, mantega o oli. També existeix a les cuines armènia i grega.

## En la cultura popular
A Turquia es diu que la discussió entre la núvia i sogra ha de durar fins a cuinar el bulgur pilav (que es cuina ràpid) i no el pilav (d'arròs que ha de reposar).